# Antvorskov

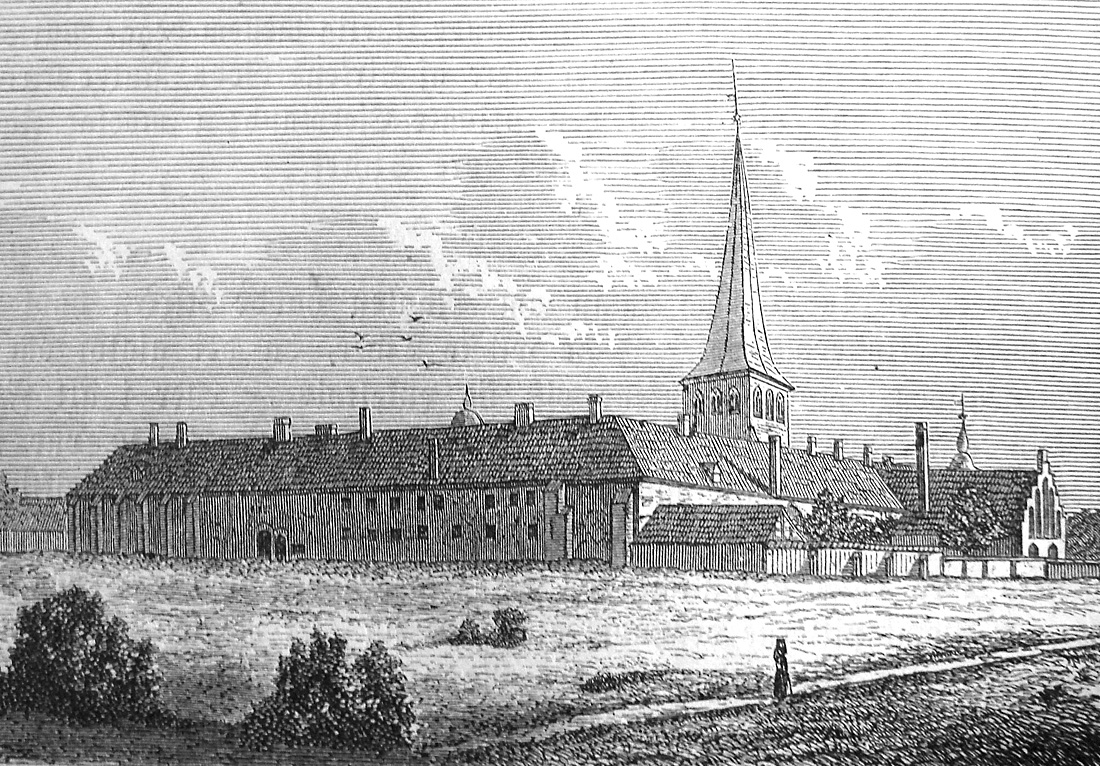
Antvorskov kloster 1749.

Antvorskov är ett före detta kloster strax utanför Slagelse på västra Själland.
Antvorskov upprättades av Valdemar den store och tillhörde Johanniterorden. Dess förste kände prior var Henrik av Hoonshuit (Hooscheid) som 1276 blev bannlyst som kungens anhängare mot Jacob Erlandsen. Klostret var mycket rikt och intog en ansedd ställning. Flera priorer var medlemmar av riksrådet. Antvorskov nybyggdes 1462 under Jacobus Martini. Under magister Eskils priorat inträdde Hans Tausen som munk. Antvorskov sekulariserades 1580, då det förlänades till Peder Reetz, men återgick snart i kungens ägo och förvandlade till ett slott. Kyrkan revs på 1700-talet. Ruiner av klostret finns ännu bevarade.